# Ascenseur à caisson du canal à charbon du Somersetshire

L'ascenseur à caisson du canal à charbon du Somersetshire (en anglais : Somersetshire Coal Canal caisson lock) est un ascenseur à bateaux qui fut établi au XVIIIe siècle sur le canal à charbon du Somersetshire (aujourd'hui disparu), au sud de la ville de Bath en Angleterre. Il fut construit pour compenser la différence de niveau à Combe Hay, qui était de 41 mètres (135 pieds). Son concepteur fut l'ingénieur Robert Weldon (1754-1810). On l'attribue parfois également à Erasmus Darwin. 
Cet ouvrage étonnant pour l’époque, digne des créations imaginaires de Jules Verne, est parfois qualifié sur place de « sous-marin pour bateaux ». 
Les détails de la machinerie et la localisation exacte de l’ouvrage restent à ce jour inconnus.
La littérature française de l'époque (notamment Joseph-Michel Dutens) évoque l’ouvrage sous le nom d'"écluse à flotteur".

## Principe de l’ascenseur

1. Entrée dans l'ascenseur
2. Descente du caisson
3. Sortie de l'ascenseur

### Architecture de l'édifice
Le cœur du dispositif est un grand volume rempli d’eau, aux parois lisses et verticales, appelé citerne. Un canal arrive à son sommet, sur l’un des petits côtés de la section oblongue. Au fond de la citerne, une porte, située également sur un des petits côtés de la section oblongue, s’ouvre sur autre canal. 
Est logé dans la citerne, un caisson étanche de longueur légèrement inférieure à la plus grande largeur de la citerne. La flottabilité de ce caisson est proche de celle de l'eau, de telle façon qu'il peut être aisément monté ou descendu au sein de la citerne.

### Fonctionnement
Un bateau arrive par le canal supérieur, et entre dans le caisson étanche, que l'on ferme. Le caisson est descendu au fond de la citerne à l’aide d’une crémaillère. La porte inférieure de la citerne est alors ouverte, ce qui « plaque » instantanément le caisson au niveau de sa porte contre cet orifice. La porte du caisson peut maintenant être ouverte et laisser sortir le bateau. Il suffit de refermer les deux portes et de laisser remonter le caisson pour recommencer l’opération.

## Histoire du canal et de l’ascenseur
Le Somersetshire Coal Canal (SCC) fut autorisé par le Parlement en avril 1794. Il fut construit à l’instigation des exploitants des mines à charbon du nord Sommerset, dans le but d’acheminer dans la région de Bath le charbon, en lieu est place du transport par charrette, seul existant auparavant. La menace de la concurrence du charbon du Pays de Galles les conforta dans cette décision.
Le canal reliait d’est en ouest l'aqueduc de Dundas (canal Kennet et Avon) au  bassin de Paulton. Une branche secondaire permettait également une liaison avec Radstock, au sud. 
Le canal devait comprendre de nombreux ouvrages d'art, essentiellement des ponts et des écluses. La difficulté majeure se situait à Combe Hay, avec un dénivelé de 41 mètres à compenser. 
L'ingénieur Robert Weldon avait réalisé en 1792 un dispositif de démonstration d’ascenseur à caisson à l’échelle 1/2 sur le canal Ketley. L'ouvrage aurait été inspiré par les écrits de 1777 d’Erasme Darwin, grand-père de Charles Darwin, originaire de Lichfield tout comme Robert Weldon.
La dénivellation devait être rattrapée par trois ascenseurs à caissons successifs creusés dans la colline. La construction du premier ascenseur débuta au printemps 1796, et les essais eurent lieu deux ans plus tard. Au terme de six essais, l'expérience ne fut pas jugée concluante, notamment quant à ses aspects techniques (la maçonnerie avait gonflé avec l'humidité), mais aussi pour les coûts de construction. Ce premier ascenseur avait déjà coûté 4 582 £ au lieu des 1 200 £ prévues. L’ouvrage, ainsi que les deux autres en cours de construction, furent abandonnés et remblayés.
Il fut remplacé par un plan incliné ferroviaire en 1801 : le charbon fut conditionné en conteneurs d’une tonne, qui étaient mis par 3 sur les wagons qui descendaient vers le canal inférieur par gravité. 
Ce plan incliné ne fut pas longtemps actif à cause de son trop faible rendement. En avril 1805, une série de 22 écluses fut mise en service pour le passage des barges. Une pompe à vapeur capable de remonter 5 500 tonnes d’eau par jour fut installée pour compenser les énormes pertes d’eau générées par ces écluses.
Dans les années 1820, le canal permit de transporter jusqu’à 100 000 tonnes de charbon par an, ce qui en fit l’un des plus importants du pays. Le chemin de fer lui porta cependant un coup fatal. Il fut définitivement abandonné en 1898.

## Caractéristiques techniques de l’ascenseur à caisson du canal à charbon du Somersetshire

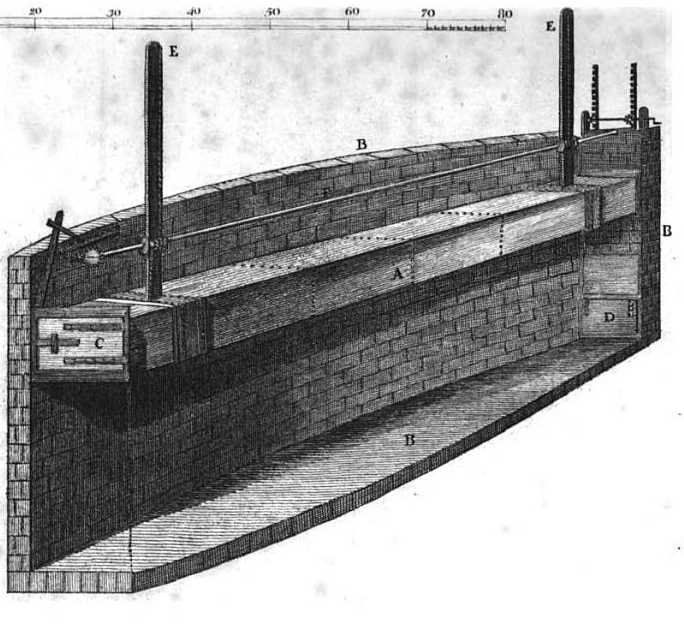
Gravure d'époque du dispositif d'écluse de Coombe Hay.

### Dimensions
Chambre :
- hauteur :  20 mètres (66 pieds)
- largeur : de 3 à 6 mètres (de 11 à 20 pieds)
- longueur : 27 mètres (88 pieds)
- crémaillère : 14 mètres (46 pieds)

- rotation : environ 7 minutes

### Essais
- no1 : février 1798 : fissures
- no2 : juin 1798 : succès
- no3 : avril 1799 : succès
- no4 : avril 1799 : succès, en présence du Prince de Galles
- no5 : avril 1799 : succès, transport de 60 passagers
- no6 : mai 1799 : caisson bloqué par une pierre saillante

## Le canal de nos jours
Abandonné depuis plus d'un siècle, celui-ci est progressivement retourné à la nature. Certaines sections ont cependant été réhabilitées pour le tourisme. Les écluses, qui avaient été pour la plupart construites en bois, ont depuis longtemps disparu.
L'association « Somersetshire Coal Canal Society » (SCC 2) se charge de conserver la mémoire du canal, de la réhabilitation de certaines sections et des ouvrages d’art. Elle mène également des campagnes de fouilles en vue de retrouver l’endroit exact où se trouvait l’ascenseur à caisson.

## Autres réalisations
Vers 1817, la Regents Canal Company construisit un dispositif similaire au site actuel de l'écluse de Camden (Camden Lock), au nord de Londres. La raison de ce dispositif était également les problèmes d'approvisionnement d'eau, bien que la dénivellation soit moins grande qu'à Combe Hay. Le dispositif fut aussi rapidement remplacé par des écluses conventionnelles. Il n'existe pas d'exemple d'exploitation commerciale réussie de ce dispositif.

### Sources
- (en) Kenneth R. Clew, The Somersetshire Coal Canal and railways, Newton Abbot, David & Charles, 1970 (ISBN 978-0-7153-4792-8).
- (en) Hans-Joachim Uhlemann, Canal lifts and inclines of the world, Horsham, Internat, 2002 (ISBN 978-0-9543181-1-6).